# Épagny (Côte-d’Or)
Épagny település Franciaországban, Côte-d’Or megyében. Lakosainak száma 325 fő (2022. január 1.). Épagny Chaignay, Savigny-le-Sec, Saussy és Marsannay-le-Bois községekkel határos.

## Népesség
A település népességének változása:
| Lakosok száma | 133  | 175  | 217  | 255  | 313  | 319  | 313  | 318  | 320  | 325  |
|               | 1968 | 1982 | 1990 | 2006 | 2012 | 2015 | 2017 | 2019 | 2020 | 2022 |